# Birk Anders
Birk Anders (ur. 3 listopada 1967 w Bad Schlema) – niemiecki biathlonista reprezentujący NRD, trzykrotny medalista mistrzostw świata.

## Kariera
Pierwsze sukcesy w karierze osiągnął w 1986 roku, kiedy zdobył złote medale w sprincie i sztafecie oraz srebrny w biegu indywidualnym na mistrzostwach świata juniorów w Falun. W Pucharze Świata zadebiutował 17 grudnia 1986 roku w Obertilliach, gdzie zajął 33. miejsce w biegu indywidualnym. Pierwsze punkty zdobył trzy dni później, zajmując dziewiąte miejsce w sprincie. Na podium zawodów tego cyklu pierwszy raz stanął 15 grudnia 1988 roku w Les Saisies, wygrywając rywalizację w biegu indywidualnym. W zawodach tych wyprzedził Aleksandra Popowa z ZSRR i swego rodaka - Franka-Petera Roetscha. W kolejnych startach jeszcze pięć razy stawał na podium, odnosząc przy tym trzy zwycięstwa: 21 stycznia 1989 roku w Borowcu i 16 grudnia 1989 roku w Obertilliach wygrywał sprinty, a 1 lutego 1990 roku w Walchsee ponownie zwyciężył w biegu indywidualnym. Najlepsze wyniki osiągnął w sezonie 1985/1986, kiedy zwyciężył w klasyfikacji generalnej. Ponadto w sezonie 1988/1989, kiedy zajął czwarte miejsce w klasyfikacji biegu indywidualnego. W tym samym sezonie był trzeci w klasyfikacji sprintu. Ponadto w sezonie 1989/1990 zajął drugie miejsce w klasyfikacji sprintu, ulegając tylko Jurijowi Kaszkarowowi z ZSRR.
Podczas mistrzostw świata w Feistritz w 1989 roku wspólnie z Frankiem Luckiem, André Sehmischem i Frankiem-Peterem Roetschem zdobył złoty medal w sztafecie. Na rozgrywanych rok później mistrzostwach świata w Mińsku/Oslo/Kontiolahti zdobył dwa medale. W biegu drużynowym razem z Raikiem Dittrichem, Markiem Kirchnerem i Frankiem Luckiem wywalczył złoty medal. Parę dni później reprezentacja NRD w składzie: Frank Luck, André Sehmisch, Mark Kirchner i Birk Anders zajęła trzecie miejsce w sztafecie. Brał też udział w igrzyskach olimpijskich w Calgary w 1988 roku, zajmując czwarte miejsce w sprincie. Walkę o medal przegrał tam z Siergiejem Czepikowem z ZSRR. Był to jego jedyny start olimpijski.

## Osiągnięcia

### Igrzyska olimpijskie
| Rok  | Miejscowość | Konkurencje | Konkurencje | Konkurencje | Konkurencje | Konkurencje | Konkurencje | Konkurencje |
| Rok  | Miejscowość | IN          | SP          | PU          | MS          | RL          | MR          | SR          |
| ---- | ----------- | ----------- | ----------- | ----------- | ----------- | ----------- | ----------- | ----------- |
| 1988 | Calgary     | –           | 4.          | nd.         | nd.         | –           | nd.         | –           |

### Mistrzostwa świata
| Rok  | Miejscowość            | Konkurencje | Konkurencje | Konkurencje | Konkurencje | Konkurencje | Konkurencje | Konkurencje |
| Rok  | Miejscowość            | IN          | SP          | PU          | MS          | RL          | MR          | SR          |
| ---- | ---------------------- | ----------- | ----------- | ----------- | ----------- | ----------- | ----------- | ----------- |
| 1987 | Lake Placid            | –           | 27.         | nd.         | nd.         | –           | nd.         | –           |
| 1989 | Feistritz              | 21.         | 9.          | nd.         | nd.         | 1.          | nd.         | –           |
| 1990 | Mińsk/Oslo/Kontiolahti | 32.         | 13.         | nd.         | nd.         | 3.          | nd.         | –           |

### Puchar Świata

#### Miejsca w klasyfikacji generalnej
| Sezon     | Miejsce |
| --------- | ------- |
| 1986/1987 | 34.     |
| 1987/1988 | 54.     |
| 1988/1989 | 4.      |
| 1989/1990 | 7.      |

#### Miejsca na podium chronologicznie
| Lp. | Dzień       | Rok  | Miejscowość  | Konkurencja                | Lokata | Pudła   | Czas biegu | Strata | Zwycięzca       |
| --- | ----------- | ---- | ------------ | -------------------------- | ------ | ------- | ---------- | ------ | --------------- |
| 1.  | 15 grudnia  | 1988 | Les Saisies  | Bieg indywidualny na 20 km | 1.     | 1+0+1+1 | 1:04:12,4  | –      | –               |
| 2.  | 17 grudnia  | 1988 | Les Saisies  | Sprint na 10 km            | 3.     | 1+2     | 30:06,5    | +21,7  | Frank Luck      |
| 3.  | 21 stycznia | 1989 | Borowec      | Sprint na 10 km            | 1.     | 0+0     | 25:40,8    | –      | –               |
| 4.  | 16 grudnia  | 1989 | Obertilliach | Sprint na 10 km            | 1.     | 0+1     | 25:32,8    | –      | –               |
| 5.  | 27 stycznia | 1990 | Ruhpolding   | Sprint na 10 km            | 2.     | 0+0     | 27:28,3    | +16,8  | Jurij Kaszkarow |
| 6.  | 1 lutego    | 1990 | Walchsee     | Bieg indywidualny na 20 km | 1.     | 1       | 53:26,9    | –      | –               |